# Гетто в Пружанах
Гетто в Пружа́нах (20 октября 1941 — 31 января 1943) — еврейское гетто, место принудительного переселения евреев города Пружаны Брестской области и близлежащих населённых пунктов в процессе преследования и уничтожения евреев во время оккупации территории Белоруссии войсками нацистской Германии в период Второй мировой войны.

## Оккупация Пружан и создание гетто
Пружаны были захвачены немецкими войсками 23 июня 1941 года и находились под оккупацией 3 года и 1 месяц — до 17 (16) июля 1944 года.
Сразу после оккупации немцы начали проводить «акции» (таким эвфемизмом гитлеровцы называли организованные ими массовые убийства), расстреливая местных евреев в урочище Слобудка под Пружанами Например, уже в первые дни оккупации по наводке местных уголовников и коллаборационистов были схвачены и расстреляны 18 евреев — старшему из которых (Ш. Добесу) было за 60 лет, а младшей (Р. Авербух) не было ещё и 17 лет.
15 июля под угрозой казни 100 заложников оккупанты потребовали создать юденрат из 24 человек, но предложенный список из лиц с высшим образованием не утвердили. Спустя неделю власти сформировали юденрат из 5 ремесленников. В дальнейшем численность его была увеличена до 24 человек, председателем стал И. Янович.
Реализуя нацистскую программу уничтожения евреев, немцы создавали гетто почти во всех городах и населённых пунктах Беларуси, где проживало еврейское население. Так и в Пружанах 20 октября 1941 года оккупанты согнали евреев в гетто.

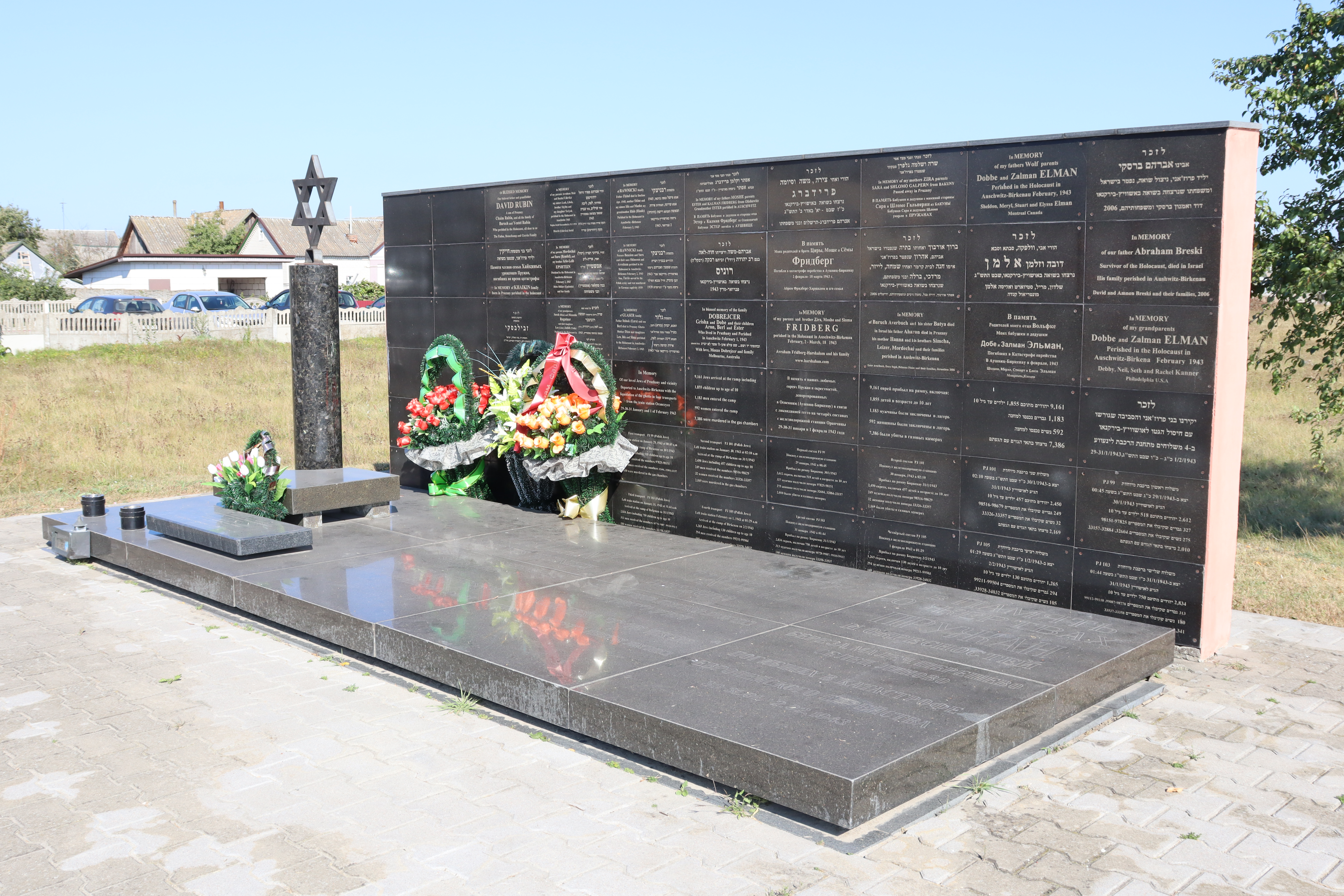

## Условия в гетто
В гетто оказались также евреи из ближайших деревень, в том числе около 2000 евреев из Ружан, Шерешево, ряда других населённых пунктов западных областей и, по разным данным от 4500 до около 6000 человек из Белостока.
Под территорию гетто немцы отвели несколько кварталов в центральной части Пружан.
25 октября 1941 года силами узников гетто было ограждено от внешнего мира: часть — сплошной стеной, часть — забором из колючей проволоки. Вход и выход разрешался только по пропускам.
Всего в Пружанском гетто в невыносимой тесноте и антисанитарных условиях находились около 10 000 (12 000) евреев.

## Уничтожение гетто
Весной 1942 года в гетто были созданы две подпольные организации. Одну возглавляли Арон Гольдштейн, Йосеф Розен и Ицхок Шерешевский, вторую — Ицхок Фридберг и Шмариягу Эльман. Шолом Холявский, один из руководителей восстания в Несвижском гетто и участник белорусского партизанского движения, писал: 

«Я не утверждаю, что каждый еврей в гетто участвовал в подпольном движении или боролся с врагом, но нельзя отрицать, что весь характер жизни в гетто был подпольным. Это был массовый еврейский героизм».
Немцы очень серьёзно относились к возможности еврейского сопротивления, и поэтому в первую очередь убивали в гетто или ещё до его создания евреев-мужчин в возрасте от 15 до 50 лет — несмотря на экономическую нецелесообразность, так как это были самые трудоспособные узники. Поэтому в начале июля 1942 года нацисты собрали в крепости в Пружанах 5000 мужчин и юношей от 16 лет, а 10 июля пригнали туда также женщин и стариков. Всех их расстреляли в 10-15 километрах от Бреста. Впоследствии нашёлся свидетель, давший показания об этом массовом убийстве — немец по фамилии Гейнрих.
25 декабря 1942 года в гетто пробрались 4 партизана (двое из них потом погибли) и предупредили, что на ближайшие дни немцы запланировали убийство всех узников гетто, — но убежать было практически невозможно. 27 декабря из гетто начали вывозить на подводах узников, часть из которых убивали в Березе и на станции Оранчицы, а часть увезли в Освенцим.
Накануне окончательной ликвидации гетто члены юденрата, отвергнувшие все планы поднять восстание, поджечь гетто и попытаться сбежать, совершили коллективное самоубийство.
31 января 1943 года гетто было полностью уничтожено.

## Сопротивление
Во время вывоза евреев в Освенцим вокруг ограды гетто собралась толпа из жителей соседних деревень в ожидании, когда можно будет растаскивать оставшееся еврейское имущество. Но мародерам помешало то, что евреи, как оказалось, подготовились и оказали немцам вооруженное сопротивление. Группа узников с Шершевской улицы устроила отвлекающий обстрел. На другой стороне гетто евреи забросали ворота гранатами, и начали прорываться сквозь пули немцев и полицаев.
Часть узников спряталась в подготовленных тайниках, но всех их потом нашли и убили. Почти 100 евреев проскочили сквозь плотный огонь нацистов и добрались до Замошенского леса. Только через три дня блужданий при сильнейшем морозе бежавшие нашли партизанских связных. Однако партизаны отобрали себе только 8 человек. Остальных кто-то выдал немцам, их вскоре окружили и всех убили.

## Случаи спасения и «Праведники народов мира»
За всё время существования гетто часть наиболее сильных и выносливых узников смогли убежать в леса и в дальнейшем воевали в составе партизанских отрядов. Несколько евреев были спасены местными жителями.
В Пружанах три человека были удостоены почетного звания «Праведник народов мира» от израильского мемориального института «Яд Вашем» «в знак глубочайшей признательности за помощь, оказанную еврейскому народу в годы Второй мировой войны»:
- Чубак Генефа — за спасение Гольдфайн Ольги[22].
- Пашкевич Анна — за спасение Виршубской Евгении и её дочерей Регины и Ады[23].
- Попко Андрей — за спасение Чарно Нины[24].

## Память
Всего в Пружанском гетто были убиты более 10 000 (18 000)евреев.
На месте убийства пружанских евреев установлен памятник, а на еврейском кладбище города возведён мемориальный комплекс в память жертв Катастрофы.